# Meredi

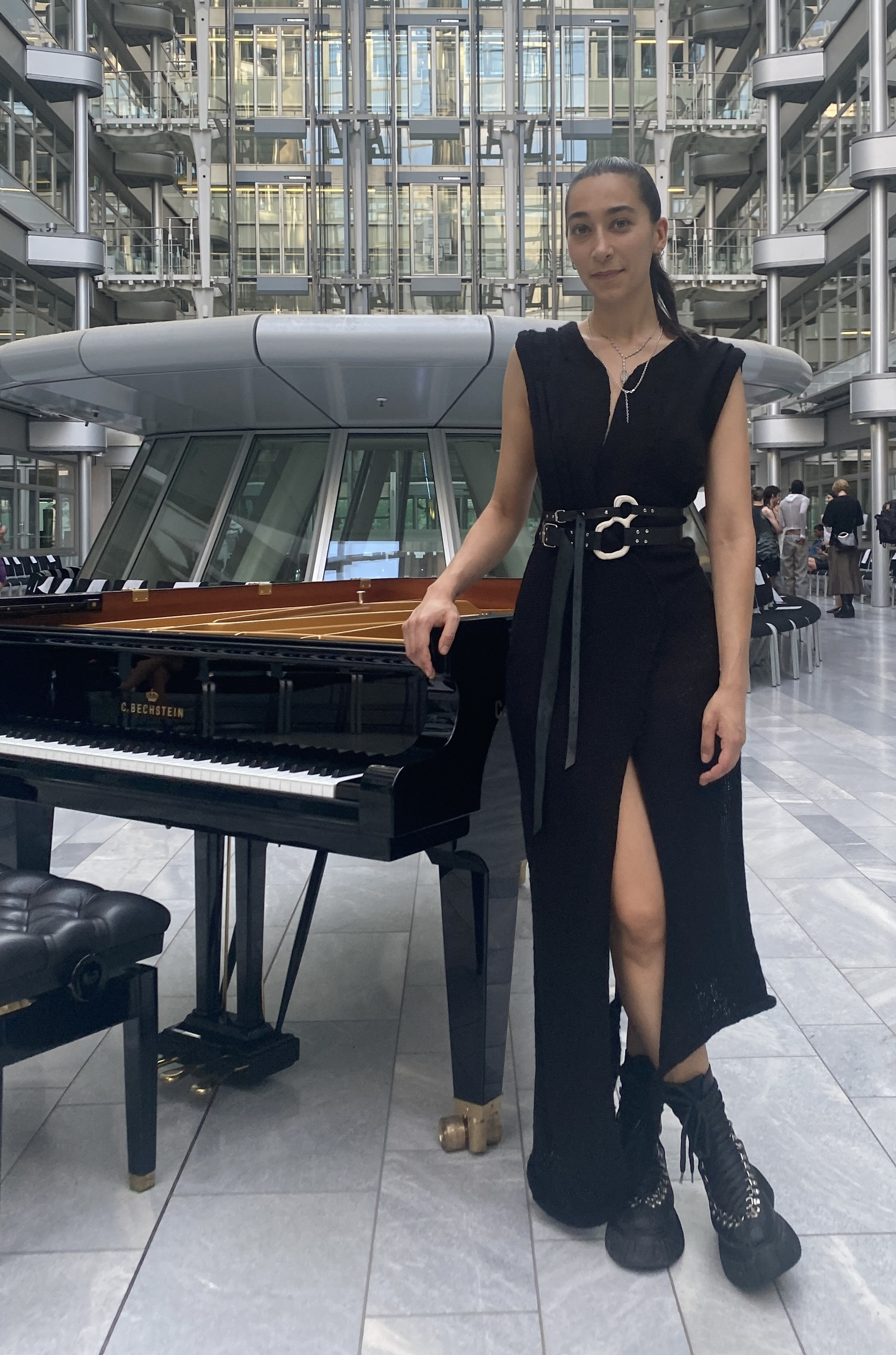
Meredi im Ludwig Erhard Haus während Berlin Fashion Week 2023

Ina Meredi Arakelian (armenisch Ինա Մեղէդի Առաքելյան, * 1992 in Berlin), besser bekannt als Meredi, ist eine deutsch-armenische Komponistin und Pianistin, lebend in Berlin und Los Angeles.

## Frühes Leben und Ausbildung
Nachdem sie schon früh aus eigenem Antrieb anfing, auf einem alten Klavier in ihrem Elternhaus zu spielen, begann sie im Alter von sechs Jahren mit dem Klavierunterricht. Ihre musikalische Ausbildung setzte sie am Musikgymnasium Carl Philipp Emanuel Bach fort, während sie gleichzeitig Komposition an der Hanns-Eisler-Hochschule und der Universität der Künste Berlin studierte. Anschließend spezialisierte sie sich auf Komposition für Film und Medien am Münchener Konservatorium.

## Karriere
Meredis Debütalbum Stardust erschien 2020 bei Modern Recordings, einem Label von BMG, und wurde von BBC Music Magazine zu den Top 10 der post-klassischen Alben des Jahres gezählt. Auf Stardust folgten das Ambient-Album Trance (2021) und Some Other Place (2022), eine Neuinterpretation von Trance für Solo-Klavier.
2022 komponierte Meredi das Stück White Flowers Take Their Bath für das Album LYS von Mari Samuelsen (Deutsche Grammophon), das weltweit über 10 Millionen Streams erreichte.
Im Juni 2024 kündigte Deutsche Grammophon die Unterzeichnung eines exklusiven Vertrags mit Meredi an und veröffentlichte ihr erstes Album auf dem Label noch im selben Monat.

## Diskografie
Studioalben
- Stardust (2020, Modern Recordings)
- Stardust (Exit Earth) (2021, Modern Recordings)
- Trance (2021, Modern Recordings)
- Some Other Place (2022, Modern Recordings)

EP
- Flourish (2024, Deutsche Grammophon)

## Filmografie
- 2022: Flügel aus Beton
- 2023: Tatort: Hochamt für Toni
- 2023:  Wade in the Water: A Journey into Black Surfing and Aquatic Culture
- 2023: Metal Battle Girl
- seit 2023: Helen Dorn
- 2024: Spreewaldkrimi